# آلان بلاك
آلان بلاك (من مواليد 1 مايو 1957)، لاعب ومدرب كرة سلة أسترالي محترف سابق. اشتهر بكونه مدرب لفريق برث وايلدكاتز وفريق كيرنز تيبانز في الدوري الوطني الاسترالي لكرة السلة.

## مسيرته الرياضية
بدأ بلاك مسيرته الكروية في الدوري الأسترالي لكرة السلة خلال عامه الافتتاحي في عام 1979، حيث لعب لصالح فريق نونوادينغ سبيكتريس [الإنجليزية]. في عام 1981 كان عضوًا في فريق نونوادينغ سبيكتريس [الإنجليزية] الذي خسر أمام كازينو لونسيستون سيتي [الإنجليزية] في النهائي الكبير في ذلك الموسم. بعد سبعة مواسم مع فريق نونوادينغ سبيكتريس [الإنجليزية]، انتقل بلاك غربًا في عام 1986 ليلعب مع فريق برث وايلدكاتز. كان بلاك مرة أخرى عضوًا في فريق النهائي عام 1987 عندما هُزم فريق برث وايلدكاتز أمام فريق بريزبن بولتز. تقاعد بلاك من اللعب في عام 1988 بعد موسم واحد فقط مع برث وايلدكاتز.

## مسيرته التدريبية
بدأ بلاك مسيرته التدريبية في الدوري الأسترالي لكرة السلة حين حل مكان كال بروتون مدرب برث وايلدكاتز في عام 1989. شهد موسمه التدريبي الصاعد وصول برث وايلدكاتز إلى المركز الثالث على سلم الدوري الأسترالي لكرة السلة (16 فوزًا مقابل 8 خسائر) وقادهم إلى الدور نصف النهائي. في عام 1990 أعيد تعيين بلاك كمدرب رئيس لبرث وايلدكاتز، ولكن بعد مباراتين فقط طرد بشكل مثير للجدل من قبل النادي وحل محله كال بروتون مرة أخرى للفترة المتبقية من الموسم. شهد هذا الموسم فوز فريق لبرث وايلدكاتز بأول بطولة لهم مع الفريق الذي اختاره بلاك.